# Dòng chảy Xanh Lam
Dòng chảy Xanh Lam (tiếng Nga: Голубой поток, tiếng Thổ Nhĩ Kỳ: Mavi Akım, tiếng Anh: Blue Stream) là một tuyến đường ống dẫn khí tự nhiên băng qua biển Đen từ Nga đến Thổ Nhĩ Kỳ.
Dự án đường ống dầu khí này được thực hiện bởi tập đoàn Gazprom của Nga, Eni của Ý và BOTAŞ của Thổ Nhĩ Kỳ. Trong đó phía Nga và Ý đã thành lập một liên doanh mang tên "công ty đường ống dầu khí Dòng chảy Xanh Lam" (Blue Stream Pipeline B.V.), sở hữu và điều hành phần đường ống chạy ngoài khơi cùng với trạm nén khí "Bờ biển" (Beregoyava). Còn Gazprom thì sở hữu phần đường ống trên cạn.

## Lịch sử
Quá trình chuẩn bị cho đường ống dẫn khí này bắt đầu từ năm 1997. Vào ngày 15 tháng 12 năm 1997, hai chính phủ Nga và Thổ Nhĩ Kỳ ký một thỏa thuận có nội dung liên quan đến dự án đường ống Dòng chảy Xanh Lam, theo đó Gazprom và BOTAŞ sẽ thực hiện một hợp đồng cung cấp 365 tỉ mét khối khí đốt cho Thổ Nhĩ Kỳ trong thời gian 25 năm thông qua đường ống này. Sau đó, vào tháng 2 năm 1999, Gazprom và Eni ký một biên bản ghi nhớ về việc hai công ty cùng nhau hợp tác thực hiện dự án Dòng chảy Xanh Lam. Vào ngày 16 tháng 11 cùng năm, tại Hà Lan, Gazprom và Eni thành lập một công ty liên doanh tên là "công ty đường ống dầu khí Dòng chảy Xanh Lam" (Blue Stream Pipeline B.V.), công ty này sở hữu phần đường ống chạy dưới biển và trạm nén khí "Bờ biển". Còn phần đường ống trên bộ do Gazprom sở hữu.
Phần đường ống trên cạn dài 396 cây số khởi công vào tháng 9 năm 2001 và hoàn tất vào tháng 5 năm 2003, trong khi đó tuyến đường dưới lòng biển được thực hiện cũng trong năm 2001-2002. Việc lắp đặt phần đường ống dưới biển được do công ty xây dựng Saipem của Ý đảm nhận, còn phần trên cạn là do công ty con của Gazprom là Stroytransgaz thực hiện. Khí được bơm từ Nga đến Thổ Nhĩ Kỳ từ tháng 2 năm 2003. Còn trạm nén khí "Bờ biển" bắt đầu khởi công từ tháng 8 năm 2001 và vào ngày 3 tháng 11 năm 2005, lễ khánh thành giai đoạn 1 của trạm đã diễn ra và trạm này chính thức đi vào hoạt động cùng ngày hôm đó. Trước khi "Bờ biển" hoạt động, khí phải được bơm từ Krasnodarskaya và Stavropolskaya.
Tuy nhiên, do bất đồng về giá cả giữa Nga và Thổ Nhĩ Kỳ, mãi đến ngày 17 tháng 12 năm 2005, người ta mới có thể tổ chức lễ khánh thành chính thức tuyến đường ống này tại Durusu. Tổng thống Nga Vladimir Vladimirovich Putin, thủ tướng Thổ Nhĩ Kỳ Recep Tayyip Erdogan và thủ tướng Ý Silvio Berlusconi đã tham gia buổi lễ này.

### Mở rộng dự án
Trong chuyến viếng thăm chính thức Thổ Nhĩ Kỳ ngày 1 tháng 12 năm 2014, tổng thống Nga V. V. Putin cùng các lãnh đạo hai công ty Gazprom và Botas đã ký một biên bản ghi nhớ về việc xây dựng một tuyến đường ống dẫn khí đốt khác cũng băng qua biển Đen đến Thổ Nhĩ Kỳ. Điểm bắt đầu của tuyến thứ hai dự kiến là trạm nén khí "Russkaya" xây ở Krasnodar, vốn dự tính dùng cho dự án đường ống Dòng chảy phương Nam. Theo dự kiến, đường ống mới sẽ có công suất lên đến 63 tỉ mét khối khí đốt mỗi năm, trong số này thì 14 tỉ sẽ được phân chia cho người dân Thổ Nhĩ Kỳ (nay phần đó đã được cung cấp bởi đường ống xuyên Balkan và Thổ Nhĩ Kỳ), số còn lại được đưa đến biên giới Thổ-Hy Lạp. Theo dự tính, Gazprom sẽ không chính thức tham gia vào dự án này, mà sẽ tham gia xây dựng các tuyến đường ống tại các nước châu Âu như Hy Lạp, Ý, Hungary, Áo và các nước Balkan để về danh nghĩa có thể tuân thủ theo các điều kiện của Gói năng lượng thứ ba do EU thông qua.

## Thông số kỹ thuật

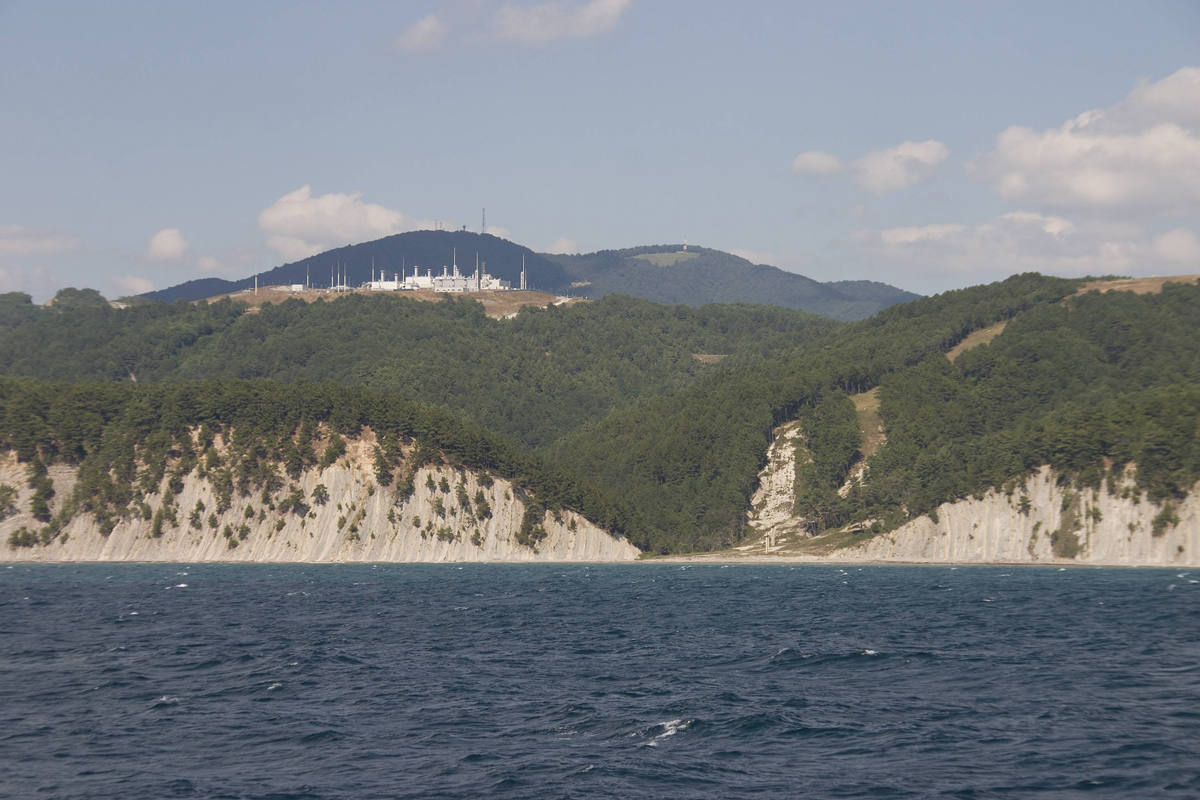
Trạm nén khí "Bờ biển" nhìn từ biển.

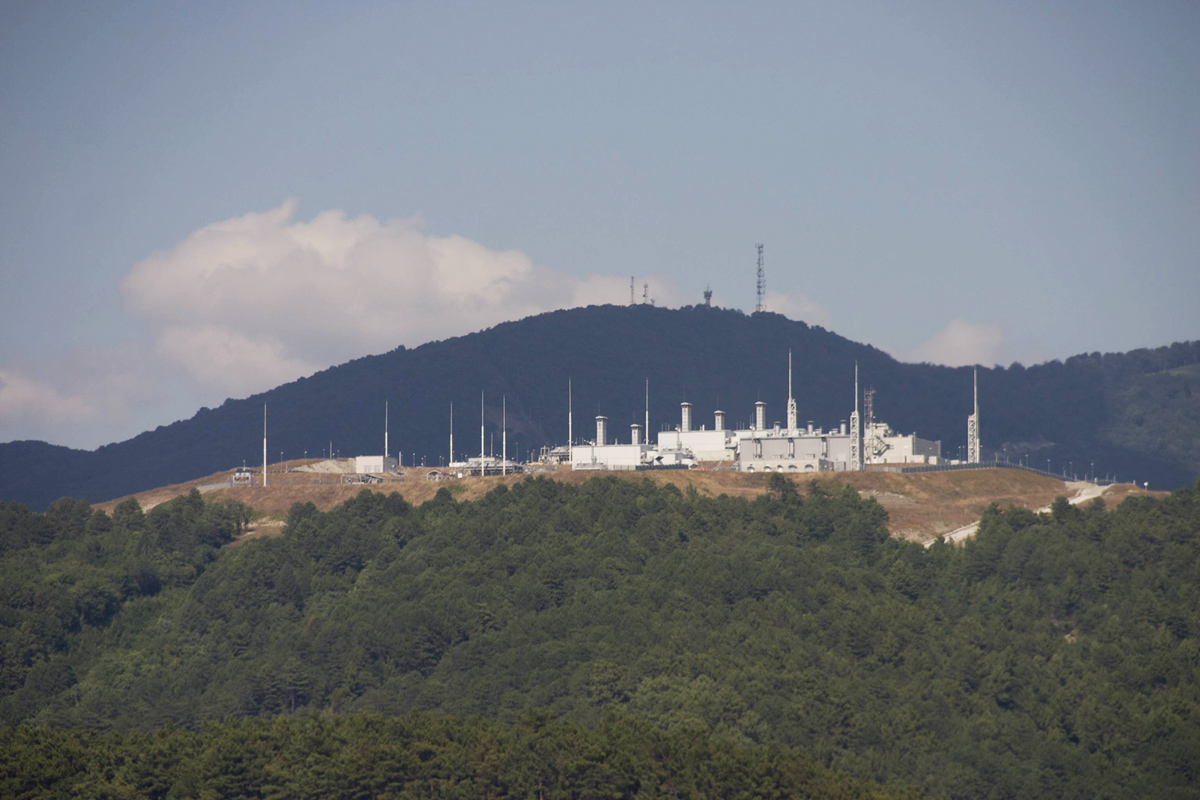
Trạm nén khí "Bờ biển".

Tổng chiều dài của tuyến đường ống là 1.213 kilômét (754 mi), gấp 1,8 lần khoảng cách từ Sankt-Peterburg tới Moskva. Phần đường ống chạy trên đất Nga dài 373 kilômét (232 mi) từ nhà máy khí đốt Izobilnoye đến Stavropol Krai, Arkhipo-Osipovka, Krasnodar Krai, bao hàm các trạm nén khí Stavropolskaya và Krasnodarskaya. Phần chạy ngoài biển dài 396 kilômét (246 mi) từ trạm nén khí "Bờ biển" ở Arkhipo-Osipovka đến trạm cuối Durusu cách Samsun, Thổ Nhĩ Kỳ chừng 60 kilômét (37 mi). Đoạn chạy trên Thổ Nhĩ Kỳ dài 444 kilômét (276 mi) đến thủ đô Ankara.
Các đoạn ống chạy trên những địa hình khác nhau thì có đường kính khác nhau, ví dụ đoạn chạy trên đất liền là 1.400 milimét (55 in), trên vùng núi là 1.200 milimét (47 in), và dưới lòng biển là 610 milimét (24 in). Áp suất của khí trong đoạn chạy dưới lòng biển là 25 MPa (250 atm).
Trạm nén khí "Bờ biển" có công suất 150 MW và có thể tạo được áp suất khí là 250 Ata. Nó sẽ bơm khí ga đi một đoạn dài 400 km tính trong phần đường ống chạy dưới lòng biển.
Dòng chảy xanh lam là một trong những tuyến đường ống nằm ở độ sâu lớn nhất trên thế giới, vào khoảng 2,15 kilômét (1,34 mi) lớn hơn độ sâu trung bình của các tuyến đường ống nằm dưới lòng biển
Ngoài ra, người ta cũng đào nhiều đường hầm tại các dãy núi Kobyla và Bezymyanny, tổng chiều dài các đường hầm lên đến 3.260 mét (2,03 mi).

### Hoạt động
Khí bắt đầu được bơm qua tuyến "Dòng chảy Xanh Lam" từ tháng 2 năm 2003. Công suất của tuyến đường ống trong giai đoạn 1 là 16 tỉ mét khối khí. Tuy nhiên Nga không bơm với công suất 16 tỉ ngay, mà theo hợp đồng, trong năm 2003 Nga cung cấp 2 tỉ, đến năm 2004 là 4 tỉ, và từ đến năm 2010 là cứ tăng dần 2 tỉ mỗi năm, cho đến mức tối da là 16 tỉ.
| Lượng khí cung cấp cho Thổ Nhĩ Kỳ      | 2003 | 2004 | 2005 | 2006 | 2007 | 2008 | 2009 | 2010 | 2011 | 2012 | 2013 |
| -------------------------------------- | ---- | ---- | ---- | ---- | ---- | ---- | ---- | ---- | ---- | ---- | ---- |
| Tổng cộng (tỉ mét khối)                |      |      |      | 19,9 | 23,4 | 23,8 | 20   | 18   | 26   | 27   | 26,7 |
| Bởi "Dòng chảy Xanh Lam" (tỉ mét khối) | 2    | 3,2  | 5    | 7,5  | 9,5  | 10,1 | 9,8  | 8,1  | 14   | 14,7 | 13,7 |